# Michel Delpech
Michel (Lugah) Delpech, nome d'arte di Jean-Michel Delpech (Courbevoie, 26 gennaio 1946 – Puteaux, 2 gennaio 2016), è stato un cantante francese.

## Carriera
Il cantante Michel Delpech inizia la sua carriera a soli 18 anni, nel 1964. Ha avuto molti successi, tra cui Chez Laurette, Wight Is Wight e Le Loir-et-Cher. A 32 anni, come ha confessato nel suo libro autobiografico La jeunesse passe trop lentement (La giovinezza passa troppo lentamente), andava di successo in successo, con brani come: Les Divorcés, Le Chasseur (Les oies sauvages), Quand j'étais chanteur.... In un'intervista del 2015 aveva dichiarato che a quel tempo, non creavano canzoni cercando di avere successi. Ma erano in un periodo in cui tutto ciò che scrivevano lo diventava e tanti altri. 
Incontrò Roland Vincent, che divenne il suo compositore, e poco tempo dopo la casa discografica Disques Vogue pubblicò il suo primo 45 giri: Anatole. Nel 1965 partecipò alla commedia musicale Copains Clopant, che fu replicata per sei mesi, e che lo rese popolare per la canzone da lui interpretata Chez Laurette. In quel periodo incontrò Chantal Simon, con la quale si sposò l'anno successivo.

## In Italia
Michel Delpech ottenne una discreta fama anche in Italia. La sua canzone d'esordio in italiano Domani la rivedrò risale al 1965, ma il pezzo che lo rese popolare fu Wight Is Wight, con il quale nel 1970 (con versione italiana e originale) raggiunse la seconda posizione della Hit Parade italiana. 
I Dik Dik la reinterpretarono in italiano nel 1970, con il titolo L'isola di Wight. 

## Discografia

### Album in studio
- 1966 – Inventaire 66 (oppure Chez Laurette)
- 1965 – Il y a des jours où on ferait mieux de rester au lit
- 1970 – Michel Delpech (oppure Album)
- 1974 – Michel Delpech (oppure Le Chasseur)
- 1975 – Michel Delpech (oppure Quand j'étais chanteur)
- 1979 – 5000 kilomètres
- 1986 – Oubliez tout ce que je vous ai dit
- 1991 - Les Voix du Brésil
- 1997 - Le Roi de rien
- 1999 - Cadeau de Noël
- 2000 - J'étais un ange
- 2004 - Comme vous
- 2006 - Michel Delpech &... (album di duetti)
- 2009 - Sexa
- 2021 - Photos souvenirs (album postumo, contenente brani inediti)